# .nc
.nc – domena internetowa przypisana do Nowej Kaledonii. Została utworzona 13 października 1993. Zarządza nią Office des Postes et Telecommunications.